# Dolinczański Żleb

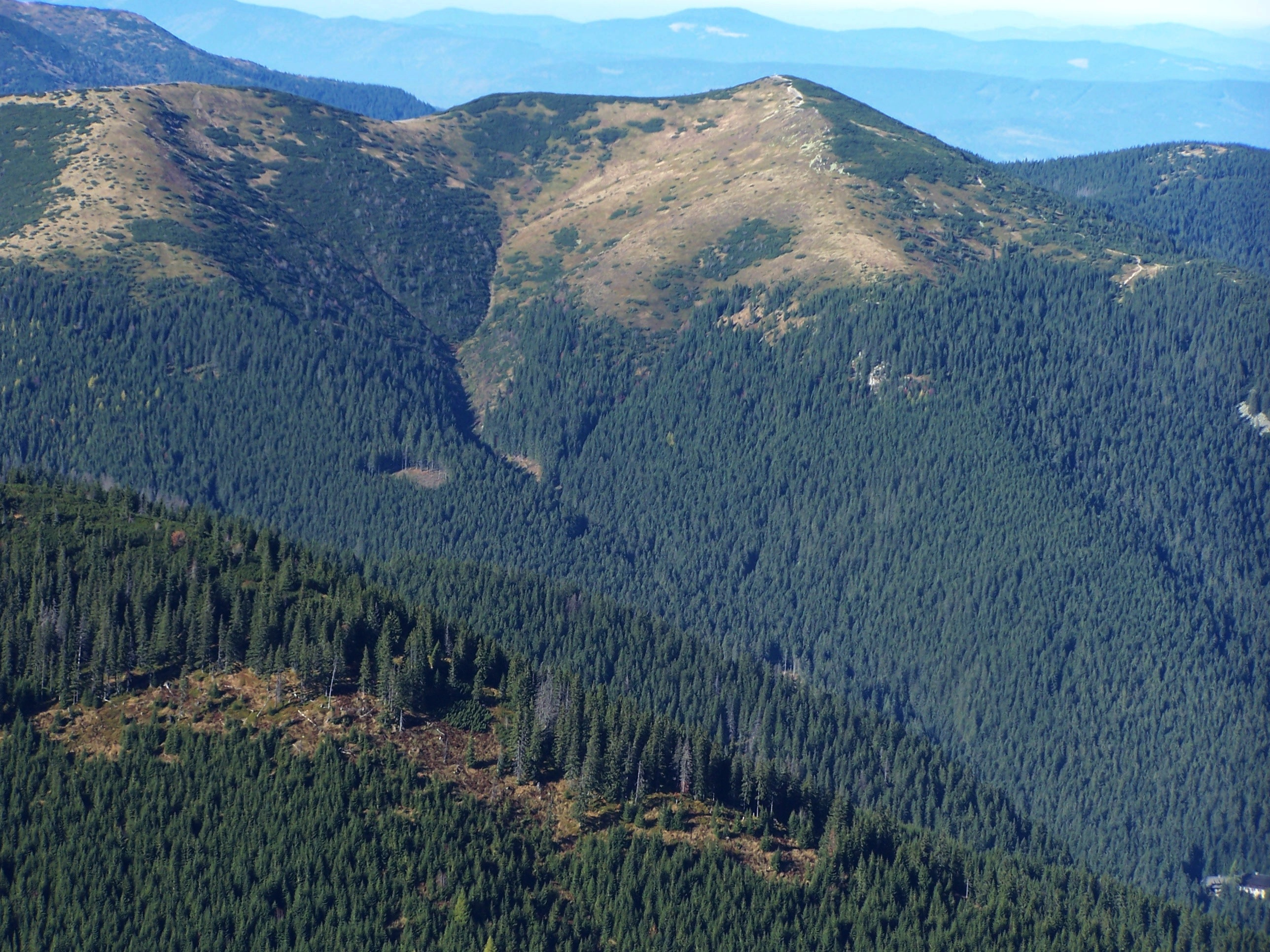
Łuczniańska Przełęcz, Grześ i Dolinczański Żleb. Widok z Ornaku

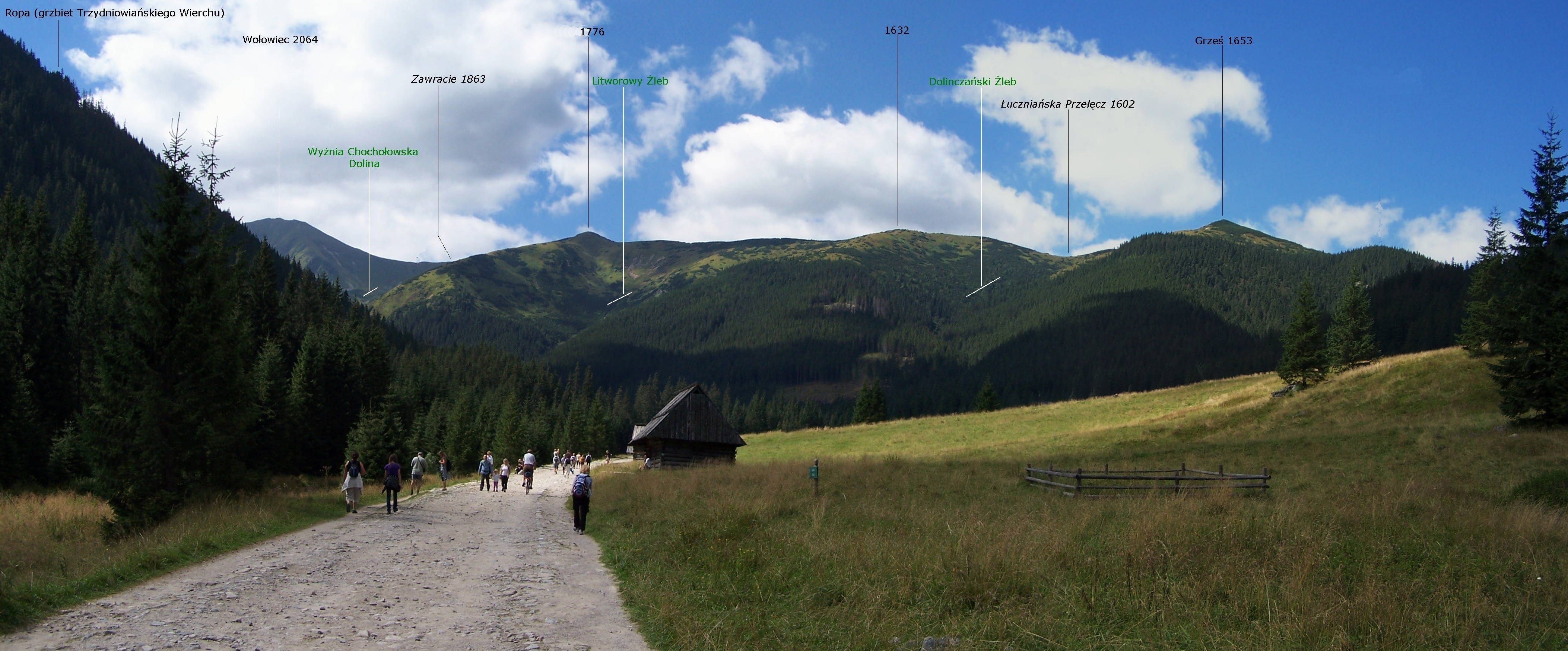
Położenie Dolinczańskiego Żlebu

Dolinczański Żleb – żleb na wschodnich stokach Grzesia w polskich Tatrach Zachodnich. Spada łukiem w północno-wschodnim kierunku do Doliny Chochołowskiej, przed wylotem ostro zakręcając w południowo-wschodnim kierunku. Wylot znajduje się w odległości ok. 300 m od południowego skraju Polany Chochołowskiej, na wysokości ok. 1130 m. W górnej części żleb ma kilka odnóg, które podchodzą pod szczyt Grzesia i Łuczniańską Przełęcz. Dnem żlebu spływa Dolinczański Potok uchodzący do Chochołowskiego Potoku. W górnej części jest trawiasty, dołem porośnięty lasem. Nazwa żlebu pochodzi prawdopodobnie od tego, że dawniej nazywany był Dolinką. Zimą schodzą nim lawiny. 28 grudnia 1964 r. pod zwałami śniegu zginęło tutaj dwóch taterników. Dolinczański Żleb i Łuczniańska Przełęcz były dawniej używane jako przejście z Doliny Chochołowskiej do Doliny Łatanej, chodzili tędy m.in. podhalańscy kosiarze do pracy zarobkowej na Słowacji.